# Náboženství v Ománu
Náboženství v Ománu (2010)
Hlavním a zároveň oficiálním náboženstvím Ománu je islám. Od ostatních muslimských zemí se Omán liší tím, že nepřevládají jak sunnité, tak ani šíité. Přesně tři čtvrtiny obyvatel vyznávají ibádíjskou odnož islámu, zbylou čtvrtinu tvoří právě sunnité a šíité a dále také hinduisté. Sunnité obývají zejména okolí Súru a Dafár. Šíité žijí podél pobřeží al-Batína a v oblasti Maskat-Matra. Buddhismus a křesťanství zde existují v malé míře.
Omán je, v porovnání s jinými arabskými státy, vcelku tolerantní zemí. Mimo svobody náboženství se tolik nedbá na dodržování zákonů islámu. Ačkoli se alkohol neprodává v běžných obchodech, jeho konzumace na hotelích, v restauracích a domácím prostředí není nelegální. Taktéž je částečně povoleno sledování satelitní televize a u městských žen tolerován evropský styl oblékání.

## Křesťanství
Ke křesťanství se v Ománu hlásí na 64 000 lidí, tj. 2,5 % ománské populace. V zemi působí okolo 90 křesťanských společenství. Téměř všichni křesťané pocházejí z jiných zemí, většina nich z Filipín, Indie a Západních zemí. Konverze muslimů na vlastní víru je zakázána. V Ománu existují rovněž křesťanské školy.

### Římskokatolická církev
Římskokatolická církev v Ománu je součástí celosvětové římskokatolické církve, pod duchovním vedením papeže a kurie. Při sčítání lidu v roce 2005 se k římskokatolické církvi hlásilo 3 001 osob, většinou se jednalo o emigranty. Tvoří 0,1 % ománské populace. V zemi působí 21 katolických církví.

### Protestantství
K protestantství se hlásí 0,4 % , tj. asi 12 až 15 000 obyvatel Ománu. V zemi působí 21 protestantských církví.

## Hinduismus
V Ománu žije přistěhovalecká menšina, vyznávající hinduismus. Jejich počet ve 20. století klesal, nicméně v současné době je již ustálený. Vyznavači tohoto náboženství se v Ománu poprvé objevili v roce 1507, kdy přicestovali ze Sindu do Maskatu. Na počátku 19. století zde žilo nejméně 4 000 hinduistů, všichni součástí střední vrstvy, kasty obchodníků. Okolo roku 1900 jejich počet prudce poklesl na 300. V roce 1895 se hinduistická kolonie v Maskatu ocitla pod útokem ibádíjců. Do doby nezávislosti zůstalo v Ománu jen několik desítek hinduistů. Historické hinduistické čtvrti al-Waldžat a al-Bandžan už nejsou hinduisty obydleny. Mnoho hinduistických chrámů už neexistuje, mezi ty ještě činné patří Muthi Šuar v Maskatu, Šivova svatyně v Matře a chrám Kršny v Darzajtu. Jediné hinduistické krematorium se nachází v Suháru, který leží severovýchodně od hlavního města Maskat.